# Noah Beck

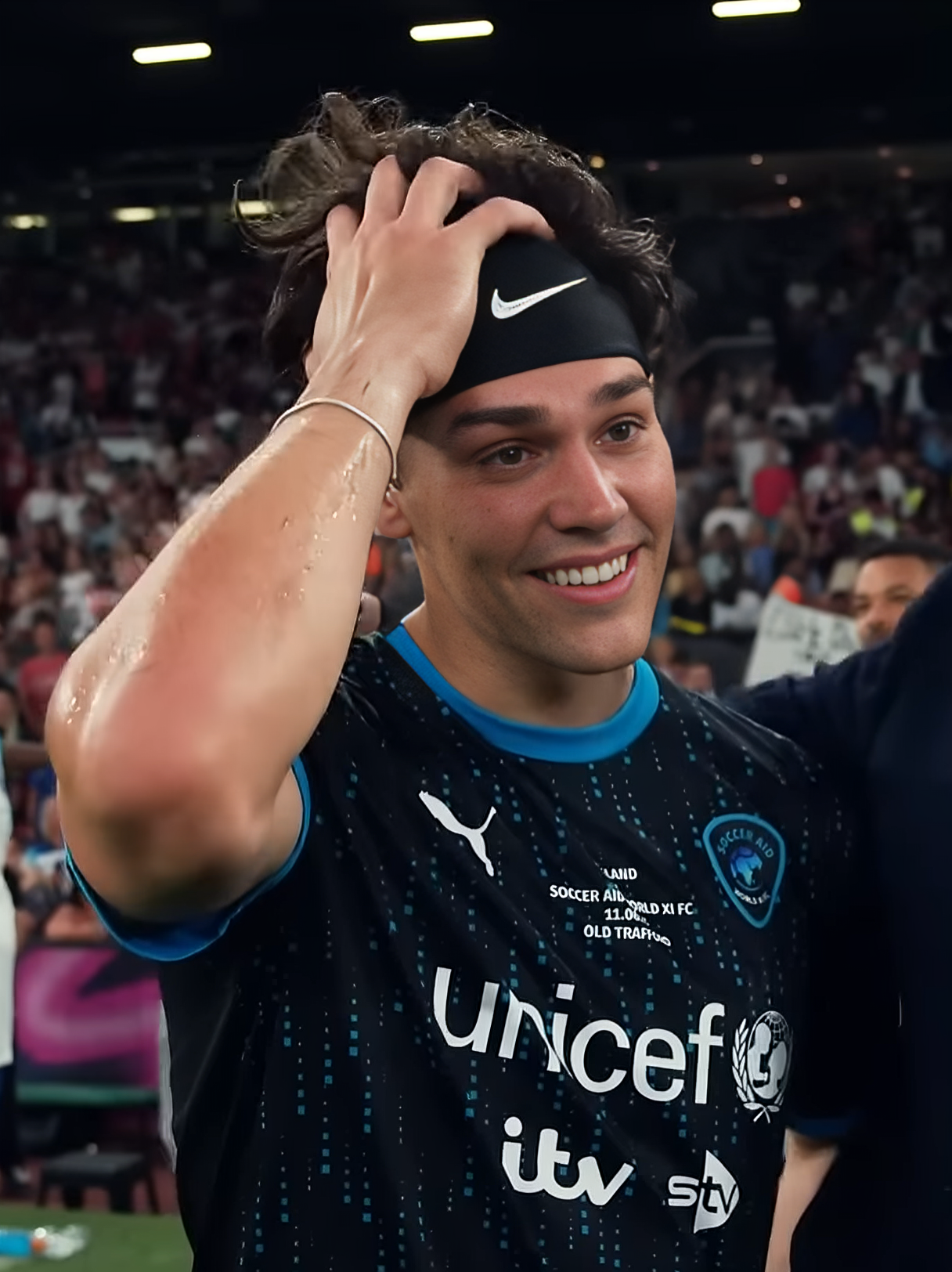
Noah Beck

Noah Timothy Beck (geboren am 4. Mai 2001) ist eine US-amerikanische Social-Media-Persönlichkeit. Er ist vor allem für seine Inhalte auf TikTok bekannt. Im Jahr 2019 war Beck Mittelfeldspieler bei den Portland Pilots Men’s Soccer.

## Leben
Beck wurde am 4. Mai 2001 geboren und stammt aus Peoria, Arizona, er besuchte die Ironwood High School. Beck spielte für den SC del Sol in Phoenix und war von 2014 bis 2017 Mannschaftskapitän des U.S. Youth Soccer Olympic Development Program in Arizona. Während seiner letzten beiden Highschool-Jahre zog er nach Utah, wo er für die Real Salt Lake Academy spielte. Ab 2019 besuchte Beck die University of Portland, wo er ein Vollstipendium bekam. Beck war Mittelfeldspieler bei den Portland Pilots Men’s Soccer. Aufgrund der COVID-19-Pandemie in Portland, Oregon, beendete Beck sein zweites Semester im ersten Studienjahr online, bevor er sein Studium abbrach.
Beck ist seit September 2020 mit Dixie D’Amelio liiert.

## Karriere
Während der COVID-19-Pandemie im Jahr 2020 begann Beck während der Quarantänezeit mit TikTok. Seine Videos gingen innerhalb eines Monats viral. Im Januar 2021 hatte Beck 27 Millionen Follower auf TikTok, 7,3 Millionen auf Instagram und 1,5 Millionen YouTube-Abonnenten. Becks Inhalte umfassen Tänze und Sketche zu Audioclips von Liedern, Filmen und Fernsehsendungen. Im Juni 2020 schloss er sich The Sway House an, nachdem er von Mitglied Blake Gray kontaktiert wurde.
TikTok listete Beck als einen der Top 10 Breakout Content Creators des Jahres 2020.
Im Jahr 2021 nahm Beck Schauspielunterricht. Er ist das Thema einer AwesomenessTV-Kurzserie mit dem Titel Noah Beck Tries Things. Die sechs Episoden umfassende Serie wurde am 22. Januar 2021 erstmals ausgestrahlt. In der Serie kommen seine Freundin und mehrere seiner Freunde vor.
Im März 2021 war Beck auf einem digitalen Cover von VMan zu sehen. Seine Garderobe, darunter Netzstrumpfhosen, Jeans mit Bündchen und Stöckelschuhe, führte zu Vergleichen mit David Bowie, Prince, Troye Sivan und Harry Styles.
Im Jahr 2021 war Beck ein VIP-Gast bei der Louis-Vuitton-Männermodenschau.

## Kritik
Im Dezember 2020 wurden Beck und D’Amelio von Fans kritisiert, weil sie während der COVID-19-Pandemie in Nassau auf den Bahamas Urlaub machten. Er antwortete auf die Kritik damit, dass er eine Chance brauchte, um abzuschalten. Beck erklärte, dass sie vorsichtig waren, mit einem Privatjet reisten und in einem größtenteils leeren Hotel wohnten.

## Nominierungen
| Award                 | Jahr | Nominiert | Kategorie      | Resultat  | Quelle |
| --------------------- | ---- | --------- | -------------- | --------- | ------ |
| MTV Millennial Awards | 2021 | Er Selbst | Global Creator | Nominiert | [ 11 ] |